# خوزه کلبرسون
خوزه کلبرسون (به پرتغالی: José Kléberson Pereira) هافبک اهل برزیل است که در شهر Uraí و در تاریخ ۱۹ ژوئن ۱۹۷۹ به دنیا آمده‌است.
خوزه کلبرسون در تیم‌های فوتبال اتلتیکو پارانائنزه ،منچستر یونایتد،بشیکتاش،فلامینگو، Atlético Paranaense و Bahia سابقهٔ حضور دارد. این بازیکن همچنین در سال، ۲۰۰۲ – ۲۰۱۰ ۳۲ بار برای، تیم ملی فوتبال برزیل به میدان رفته‌است و طی این مدت ۲ گل به ثمر رسانده‌است.